# 返學啦老豆
《返學啦老豆》（英語：Daddy goes to school），是香港MakerVille製作的真人騷節目，由陳柏宇、陳子豐主持，於2023年6月19日至30日，星期一至五 23:00－23:30 在ViuTV播出。本節目為《ViuTV年中無休2023節目發佈會》綜藝節目之一。

## 每集內容
| 集數   | 播映日期 | 主題       | 學校                                            |
| 2023年 |          |            |                                                 |
| 1      | 6月19日  | 重返小學   | 德萃小學（陳柏宇） 英皇書院同學會小學（陳子豐） |
| 2      | 6月20日  | 完美融入   | 德萃小學（陳柏宇） 英皇書院同學會小學（陳子豐） |
| 3      | 6月21日  | 午膳時間   | 德萃小學（陳柏宇） 英皇書院同學會小學（陳子豐） |
| 4      | 6月22日  | 多才多藝   | 德萃小學（陳柏宇） 英皇書院同學會小學（陳子豐） |
| 5      | 6月23日  | 挑戰功課   | 德萃小學（陳柏宇） 英皇書院同學會小學（陳子豐） |
| 6      | 6月26日  | 非主流學校 | 鄉師自然學校（陳柏宇） 香島華德福學校（陳子豐） |
| 7      | 6月27日  | 霸氣全失   | 鄉師自然學校（陳柏宇） 香島華德福學校（陳子豐） |
| 8      | 6月28日  | 木工堂     | 鄉師自然學校（陳柏宇） 香島華德福學校（陳子豐） |
| 9      | 6月29日  | 神秘學會   | 鄉師自然學校（陳柏宇） 香島華德福學校（陳子豐） |
| 10     | 6月30日  | 心底說話   | 鄉師自然學校（陳柏宇） 香島華德福學校（陳子豐） |

## 外部連結
- ViuTV：返學啦老豆（節目重溫） （页面存档备份，存于）

## 電視節目的變遷
| 香港 ViuTV 星期一至五 23:00－23:30      | 香港 ViuTV 星期一至五 23:00－23:30               | 香港 ViuTV 星期一至五 23:00－23:30 |
| --------------------------------------- | ------------------------------------------------ | ---------------------------------- |
|                                         | 返學啦老豆 （2023年6月19日－2023年6月30日）      |                                    |
| 癮營人 （2023年5月29日－2023年6月16日） | 跳跳跳台灣旅行團 （2023年7月3日－2023年7月21日） |                                    |